# Ann Griffiths
Ann Griffiths, née en avril 1776 à Dolwar Fach, Llanfihangel-yng-Ngwynfa, dans le Montgomeryshire et morte en août 1805 dans la même localité, est une autrice galloise de cantiques, et figure du méthodisme calviniste. 
Elle produit une trentaine d’hymnes, qu’elle transmet oralement à sa servante Ruth Evans. Elle réputée pour son utilisation de références bibliques et sa foi spirituelle, et occupe une place importante dans la littérature religieuse galloise.

## Biographie

### Origines, enfance et éducation
Ann Griffiths naît Ann Thomas en avril 1776 à la ferme familiale de Dolwar-fach, à Llanfihangel-yng-Ngwynfa, dans le Montgomeryshire (nord du Powys), et est baptisée le 21 avril 1776. Ses parents sont Jane Thomas et John Thomas. Celui-ci est un fermier locataire et marguillier (de l’église anglicane locale) dans les Berwyns (en). 
Elle est la quatrième d’une fratrie de cinq enfants : Jane (née en 1767), John (1770), Elizabeth (1772), Ann et Edward (1779).
À l’époque, Llanfihangel-yng-Ngwynfa est un petit hameau rural entouré de collines dédiées à l’élevage ovin. Dolwar Fach, la ferme où grandit Ann Griffiths, est une exploitation louée d’environ trente-deux hectares, située au sud du village, qui élève divers animaux et cultive pommes de terre, avoine et orge.
Elle reçoit une éducation élémentaire auprès du vicaire de la paroisse, notamment en lecture et écriture du gallois, et prend quelques leçons d’anglais avec Mrs Owen à Dolanog (en). Issue d’une famille très pieuse, elle fréquente régulièrement l’église paroissiale, tout en participant à des activités récréatives telles que les noson lawen (en), le chant accompagné à la harpe et la danse.
À la mort de sa mère en 1794, Ann Thomas, âgée de 18 ans, prend en charge la gestion de la maison, participe aux travaux agricoles et, cuisinant et filant pour son père.

### Éveil méthodiste
À la fin du XVIIIe siècle, le réveil méthodiste gallois gagne le pays de Galles septentrional, notamment à Bala où prêche Thomas Charles (en). Anglicane convaincue, Ann Griffiths critique d’abord le mouvement, qualifiant ironiquement ses adeptes de « pèlerins en route pour La Mecque ». Cependant, ses frères John et Edward commencent à y adhérer, John étant probablement le premier membre de la famille à se convertir au méthodisme vers 1792.
En 1796, alors qu’elle rend visite à sa sœur Jane à Llanfyllin, elle entend par hasard une prédication en plein air du révérend méthodiste Benjamin Jones (1756-1823) de Pwllheli. À Noël de la même année, elle participe à un office à l’église de Llanfihangel, dont elle se détourne après des remarques jugées déplacées par le vicaire.  

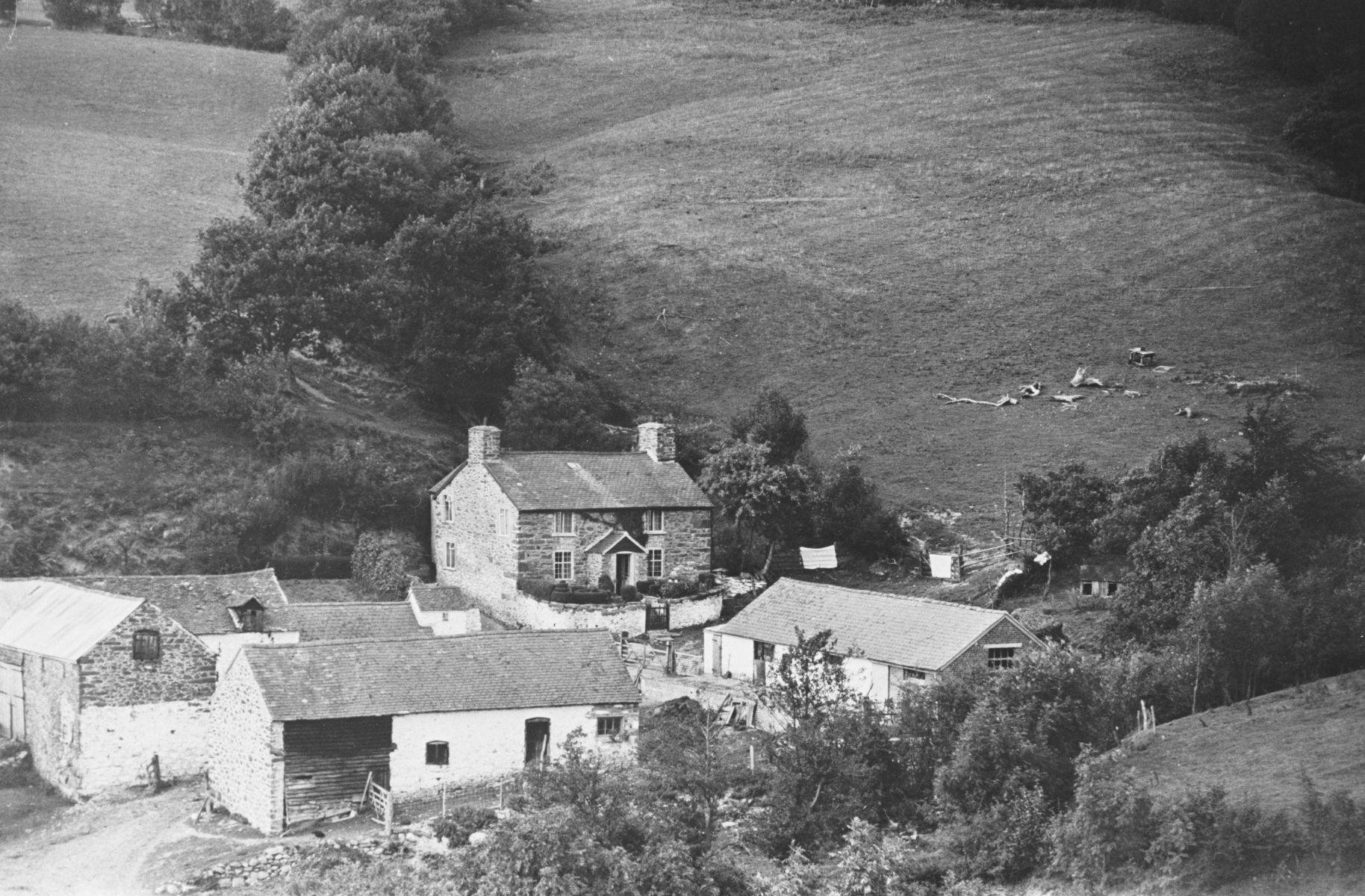
La ferme Dolwar Fach ou vit Ann Griffiths

Bouleversée, elle rejoint en 1797 la société méthodiste (seiat) de Pontrobert (en) dont ses frères sont déjà membres. À la fin de l’année suivante, son père se convertit également. Dolwar Fach devient un lieu d’accueil pour prédicateurs itinérants et chrétiens locaux. Parmi eux figure John Hughes (1775-1854), récemment converti, qui devient l’un des dirigeants de la communauté et supervise les « écoles itinérantes » pour les enfants des zones rurales. En 1799, il séjourne plusieurs mois à Dolwar Fach et devient le conseiller spirituel d’Ann Griffiths. Après son départ, elle entretient avec lui une correspondance suivie, dont sept lettres recopiées par Hughes sont connues.

### Œuvres

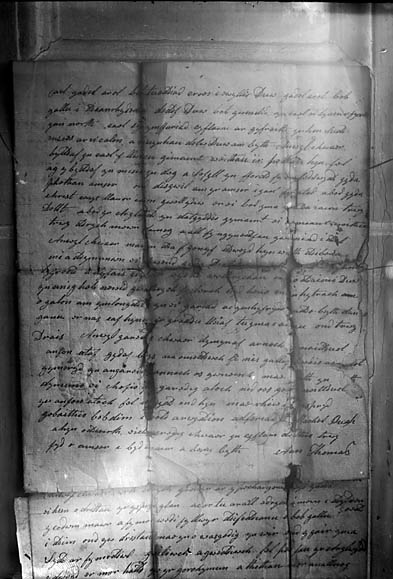
Lettre manuscrite d'Ann Griffiths

Ann Thomas commence à composer des cantiques entre 1801 et 1802. Elle exprime sa foi dans des hymnes en gallois, parfois écrits sur de petits morceaux de papier qu’elle cache dans la maison, ou dictés à sa domestique Ruth Evans qui les mémorise et compose la musique de certains. Une trentaine de ses textes sont ainsi conservés. Peu sont transcrits de sa main ; un seul manuscrit autographe subsiste, une lettre adressée à son amie Elizabeth Evans contenant également un vers de sa composition.
À sa mort, Ruth Evans transmet à son mari John Hughes les cantiques qu’elle a mémorisés. Celui-ci les transcrit dans deux carnets, probablement remis à Thomas Charles de Bala, puis préparés pour publication par Robert Jones (1745-1829) de Rhos-lan. Ses cantiques se caractérisent par des images marquantes et une ferveur spirituelle profonde, abordant notamment l’alliance éternelle, l’incarnation et l’expiation. Thomas Charles les qualifie de « sublimes et glorieux » et souligne leur ancrage dans les doctrines centrales du christianisme. 
Ils paraissent en 1805 dans Grawn-Syppiau Canaan, puis en 1806 dans Casgliad o Hymnau gan mwyaf heb erioed eu hargraffu o’r blaen, publié par R. Saunderson à Bala. Une autre impression sous le même titre est publiée en 1807 par l’imprimeur J. Evans à Carmarthen, puis en 1808 sous le titre Hymnau o Fawl i Dduw a’r Oen par Saunderson à Bala.
L’édition de référence demeure celle réalisée par Owen M. Edwards (en) dans Gwaith Ann Griffiths (Cyfres y Fil, 1905), qui restitue la version originale des cantiques. Ceux-ci se distinguent par « la richesse des allusions bibliques, une profonde ferveur religieuse et mystique, ainsi que des métaphores audacieuses ». La plupart sont rédigés en mètre anacrustique 8-7.

### Vie privée et mort
Début 1804, à la suite du décès de son père, Ann Griffiths épouse, le 10 octobre de la même année, Thomas Griffiths (1779 – 8 avril 1808), fermier chrétien méthodiste à Meifod. Cette perte l’éprouve profondément, tant sur le plan mental que physique.
En août 1805, à l’âge de 29 ans, elle donne naissance à son unique enfant, Elizabeth Griffiths, qui meurt deux semaines plus tard. Ann Griffiths décède peu après et est inhumée à l'église St Michael’s le 12 août à Llanfihangel.

## Postérité
Ann Griffiths est considérée comme l’une des grandes figures de la littérature religieuse galloise et est parfois qualifiée de mystique chrétienne. Traduites et étudiées dans plusieurs langues, ses œuvres ont inspiré des auteurs et poètes gallois aux XIXe et XXe siècles et demeurent chantées dans les communautés méthodistes,. La ferveur de sa foi, sa conviction méthodiste du salut, son aspiration intense à Dieu et sa conscience de la nature éphémère de l’existence lui valent une réputation durable de piété et de sainteté. 

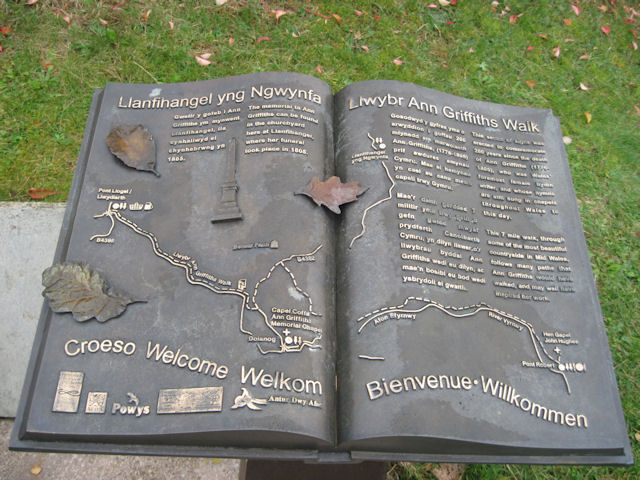
Sculpture mémorielle le long du Ann Griffiths Walk

À la fin du XIXe siècle, elle est associée à Mary Jones (1784–1864), une jeune Galloise modeste qui parcourut à pied le chemin jusqu’à Bala pour acheter une Bible, et toutes deux deviennent des symboles du non-conformisme gallois. La chapelle commémorative Ann Griffiths, à Dolanog (Powys), porte son nom et présente une tête sculptée en console inspirée de descriptions contemporaines.
En août 2005, le bicentenaire de sa mort est marqué dans le nord du Powys par divers événements, dont une Cymanfa Ganu à Dolanog et l’inauguration de sculptures le long du Ann Griffiths Walk.
En 2024, un projet visant à vendre l’église où elle est inhumée, en raison d’un manque de moyens pour son entretien, est suspendu après une mobilisation publique.